# Wendeburg
Wendeburg est une commune d'Allemagne située en Basse-Saxe, dans l'arrondissement de Peine.

## Géographie
Wendeburg se situe au nord-ouest de Brunswick.

## Histoire
Wendeburg a été mentionné pour la première fois dans un document officiel en 1196-1197 sous les noms de Winetheburg et Wenedeburch.

## Villages (quartiers) de la commune
- Bortfeld
- Harvesse
- Meerdorf
- Neubrück, avec Ersehof
- Rüper
- Sophiental
- Wendeburg
- Wendezelle
- Wense
- Zweidorf

## Personnalités liées à la ville
- Carl Heinrich Knorr (1800-1875), entrepreneur, fondateur de l'entreprise Knorr, né à Meerdorf.
- Heinrich Brandes (1803-1868), peintre né à Bortfeld.
- Gerhard Schrader (1903-1990), chimiste né à Bortfeld.